# Thynnichthys
Thynnichthys is een geslacht van straalvinnige vissen uit de familie van karpers (Cyprinidae).

## Soorten
- Thynnichthys polylepis Bleeker, 1860
- Thynnichthys sandkhol (Sykes, 1839)
- Thynnichthys thynnoides (Bleeker, 1852)
- Thynnichthys vaillanti Weber & de Beaufort, 1916